# Катажина Барановська
Катажина Барановська (пол. Katarzyna Baranowska, 13 вересня 1987) — польська плавчиня.
Учасниця Олімпійських Ігор 2008, 2016 років.